# Hazro (Pakistan)
Hazro (en ourdou : حضرو) est une ville pakistanaise située dans le district d'Attock, dans la province du Pendjab. Elle est la capitale du tehsil portant son nom. C'est la septième plus grande ville du district. Elle est située à mi-chemin entre la capitale fédéral Islamabad et Peshawar.
La population de la ville a été multipliée par près de trois entre 1972 et 2017 selon les recensements officiels, passant de 12 969 habitants à 39 480. Entre 1998 et 2017, la croissance annuelle moyenne s'affiche à 1,9 %, inférieure à la moyenne nationale de 2,4 %. Selon le recensement de 2023, la population de la ville monte à 44 242 habitants.
|            | 1972 (rec.) | 1981 (rec.) | 1998 (rec.) | 2017 (rec.) | 2023 (rec.) |
| ---------- | ----------- | ----------- | ----------- | ----------- | ----------- |
| Population | 12 969      | 14 307      | 27 426      | 39 480      | 44 242      |

## Personnalités liées
- Zubair Ali Zai